# Bissey-la-Côte
Bissey-la-Côte és un municipi francès, situat al departament de la Costa d'Or i a la regió de Borgonya - Franc Comtat. L'any 2007 tenia 97 habitants.

## Demografia

### Població
El 2007 la població de fet de Bissey-la-Côte era de 97 persones. Hi havia 49 famílies, de les quals 20 eren unipersonals (8 homes vivint sols i 12 dones vivint soles), 17 parelles sense fills i 12 parelles amb fills.
La població ha evolucionat segons el següent gràfic:
Habitants censats

### Habitatges
El 2007 hi havia 63 habitatges, 49 eren l'habitatge principal de la família, 13 eren segones residències i 1 estava desocupat. Tots els 63 habitatges eren cases. Dels 49 habitatges principals, 43 estaven ocupats pels seus propietaris, 3 estaven llogats i ocupats pels llogaters i 2 estaven cedits a títol gratuït; 1 tenia una cambra, 1 en tenia dues, 3 en tenien tres, 11 en tenien quatre i 32 en tenien cinc o més. 34 habitatges disposaven pel capbaix d'una plaça de pàrquing. A 17 habitatges hi havia un automòbil i a 23 n'hi havia dos o més.

### Piràmide de població
La piràmide de població per edats i sexe el 2009 era:
| Homes | Edats   | Dones |
| ----- | ------- | ----- |
| 0     | 95 o +  | 0     |
| 0     | 90 a 94 | 0     |
| 0     | 85 a 89 | 4     |
| 0     | 80 a 84 | 0     |
| 0     | 75 a 79 | 4     |
| 4     | 70 a 74 | 0     |
| 0     | 65 a 69 | 0     |
| 8     | 60 a 64 | 8     |
| 8     | 55 a 59 | 0     |
| 0     | 50 a 54 | 8     |
| 12    | 45 a 49 | 4     |
| 8     | 40 a 44 | 4     |
| 0     | 35 a 39 | 8     |
| 8     | 30 a 34 | 0     |
| 0     | 25 a 29 | 0     |
| 4     | 20 a 24 | 8     |
| 8     | 15 a 19 | 0     |
| 0     | 10 a 14 | 4     |
| 4     | 5 a 9   | 4     |
| 0     | 0 a 4   | 0     |

## Economia
El 2007 la població en edat de treballar era de 63 persones, 45 eren actives i 18 eren inactives. De les 45 persones actives 42 estaven ocupades (21 homes i 21 dones) i 3 estaven aturades (1 home i 2 dones). De les 18 persones inactives 9 estaven jubilades, 4 estaven estudiant i 5 estaven classificades com a «altres inactius».

### Ingressos
El 2009 a Bissey-la-Côte hi havia 51 unitats fiscals que integraven 108 persones, la mediana anual d'ingressos fiscals per persona era de 18.738 €.

### Activitats econòmiques
Dels 4 establiments que hi havia el 2007, 1 era d'una empresa de construcció, 2 d'empreses de comerç i reparació d'automòbils i 1 d'una empresa de transport.
Dels 2 establiments de servei als particulars que hi havia el 2009, 1 era un taller de reparació d'automòbils i de material agrícola i 1 guixaire pintor.
L'any 2000 a Bissey-la-Côte hi havia 9 explotacions agrícoles que ocupaven un total de 668 hectàrees.

## Poblacions més properes
El següent diagrama mostra les poblacions més properes.